# Antitype variegata
Antitype variegata là một loài bướm đêm trong họ Noctuidae.